# Shenay Perry
Shenay Perry (* 6. Juli 1984 in Washington, D.C.) ist eine ehemalige US-amerikanische Tennisspielerin.

## Persönliches
Shenay Perry, deren Eltern beide Tennis spielen, begann unter Anleitung ihres Vaters bereits im Alter von vier Jahren mit dem Tennissport. Sie bevorzugte Hartplätze, ihre beste Waffe war der Aufschlag.

## Karriere
Sie gewann neun Einzeltitel und mit wechselnden Partnerinnen sieben Doppelturniere auf dem ITF Women’s Circuit. Ihr letztes Match bestritt sie im September 2010 in Québec beim Bell Challenge, wo sie in der ersten Runde Johanna Larsson aus Schweden mit 6:73 und 3:6 unterlag.

## Turniersiege

### Einzel
| Nr. | Datum              | Turnier       | Kategorie   | Belag             | Finalgegnerin              | Ergebnis      |
| --- | ------------------ | ------------- | ----------- | ----------------- | -------------------------- | ------------- |
| 1.  | 2. März 2003       | St. Paul      | ITF $50.000 | Hartplatz (Halle) | Maria Vento-Kabchi         | 6:2, 6:4      |
| 2.  | 6. Juli 2003       | Los Gatos     | ITF $50.000 | Hartplatz         | Amber Liu                  | 6:0, 7:5      |
| 3.  | 4. Oktober 2004    | Troy          | ITF $50.000 | Hartplatz         | María Emilia Salerni       | 6:2, 6:2      |
| 4.  | 24. Oktober 2004   | Cary          | ITF $50.000 | Hartplatz         | Kelly McCain               | 4:6, 6:4, 7:5 |
| 5.  | 14. November 2004  | Pittsburgh    | ITF $50.000 | Hartplatz (Halle) | Sofia Arvidsson            | 6:2, 6:1      |
| 6.  | 5. März 2006       | Las Vegas     | ITF $75.000 | Hartplatz         | Emma Laine                 | 6:1, 6:4      |
| 7.  | 19. Oktober 2008   | Lawrenceville | ITF $50.000 | Hartplatz         | Julie Ditty                | 6:1, 6:3      |
| 8.  | 26. April 2009     | Dothan        | ITF $75.000 | Sand              | Carly Gullickson           | 4:6, 6:1, 6:3 |
| 9.  | 27. September 2009 | Albuquerque   | ITF $75.000 | Hartplatz         | Barbora Záhlavová-Strýcová | 7:5, 6:2      |